# Georg af Podiebrad
Georg af Podiebrad (tjekkisk: Jiří z Poděbrad; tysk: Georg von Podiebrad; 23. april 1420–22. marts 1471) var konge af Bøhmen fra 1458 til 1471. Han var den eneste hussitiske konge af Bøhmen, en præ-protestantisk kristen bevægelse, der fulgte den tjekkiske reformator Jan Hus' lære.[kilde mangler]